# Kaskinen
Kaskinen (Zweeds: Kaskö) is een gemeente en stad in de Finse provincie West-Finland en in de Finse regio Österbotten. De gemeente heeft een landoppervlakte van 10,63 km² en telt 1.256 inwoners (2022).
Kaskinen is een tweetalige gemeente met Fins als meerderheidstaal (± 70%) en Zweeds als minderheidstaal.

## Geboren
- Krista Siegfrids (4 december 1985), Fins zangeres